# Freycinetia tawadana
Freycinetia tawadana là một loài thực vật có hoa trong họ Dứa dại. Loài này được Kimura miêu tả khoa học đầu tiên năm 1941.